# Symphurus stigmosus
Symphurus stigmosus är en fiskart som beskrevs av Munroe, 1998. Symphurus stigmosus ingår i släktet Symphurus och familjen Cynoglossidae. Inga underarter finns listade i Catalogue of Life.